# I Got a Woman
I Got a Woman – piosenka, której współautorem i wykonawcą był Ray Charles, amerykański muzyk najczęściej wiązany z rhythm and bluesem i soulem. Utwór powstał w wyniku współpracy Charlesa i trębacza z jego zespołu Renalda Richarda. Nagranie zarejestrowane zostało w 1954 w Atlancie i wydane na 10” szelakowej szybkoobrotowej (78 obr./min.) płycie przez wytwórnię Atlantic Records 1050 (później na 7” singlu z numerem katalogowym 45-1050). Popularność utworu spowodowała przełom w karierze Raya Charlesa, przynosząc mu międzynarodowy sukces.
Jako stronę B nagrano „Come Back Baby”. Oba utwory znalazły się potem na wydanym w 1957 LP Ray Charles (późniejsza reedycja otrzymała tytuł Hallelujah, I Love Her So).

## Lista utworów
Pierwotne tytuły obu piosenek różniły się nieco od stosowanych później.
1. „I've Got a Woman”  (Ray Charles)  – 2:48
2. „Come Back”  (Ray Charles)  – 3:00

## Inspiracje
Utwór oparty został na wykonywanej przez Southern Tones pieśni „It Must Be Jesus”, której muzycy słuchali przez radio podczas trasy koncertowej latem 1954. Wykorzystując szybkie tempo gospelowego utworu, dając całkiem inny (świecki) tekst i opierając to na inspirowanym jazzem rhythm and bluesowym podkładzie Charles i Richard napisali utwór, który był prototypem nowego podgatunku rhythm and bluesa, nazwanego kilka lat później „soul music”.

## Nagrania
Piosenka została nagrana 11 listopada 1954 w studiu Georgia Tech rozgłośni WGST w Atlancie. Rayowi Charlesowi towarzyszył siedmioosobowy zespół, w którego składzie byli m.in. Donald Wilkerson grający na saksofonie tenorowym i David „Fathead” Newman na saksofonie barytonowym.
"I Got a Woman” był pierwszym utworem artysty, który w styczniu 1955 roku wspiął się na szczyty list w Stanach Zjednoczonych. W 2004 roku magazyn Rolling Stone umieścił „I Got a Woman” na 235 miejscu listy 500 utworów wszech czasów (była to jedna z pięciu piosenek Raya, które znalazły się w zestawieniu).
W 1965 Ray Charles nagrał ten utwór ponownie, jako „I Gotta Woman”. Nagranie zostało wydane przez ABC-Paramount (10649)
i dotarło do 79 miejsca na liście Billboard Hot 100.

## Covery
Pięćdziesiąt lat później raper Kanye West, wykorzystując fragment „I Got a Woman” w swoim utworze „Gold Digger” wskoczył na pierwsze miejsce listy Billboard, powodując tym samym, że Charles znów powrócił na szczyty notowań. Własną wersję piosenki stworzyło jednak znacznie więcej artystów, wśród których były takie sławy jak m.in. Elvis Presley, The Beatles, Stevie Wonder oraz Roy Orbison.
- Elvis Presley
- Booker T. and the M.G.’s
- The Beatles
- Roy Orbison
- Al Kooper
- The Honeydrippers
- The Monkees
- Stevie Wonder
- Johnny Cash i June Carter
- Jerry Lee Lewis
- Them
- John Hammond
- Bill Haley & His Comets
- Jamie Cullum
- Sonny Terry & Brownie McGhee
- Tom Petty and the Heartbreakers
- The Gibson Brothers
- Kanye West
- Andrew Wild
- Kermit Ruffins & Rebirth Brass Band
- Bryan Adams
- John Mayer Trio
- Ramblin’ Jack Elliott
- John Scofield